# ロード・プロヴォスト
ロード・プロヴォスト（英: lord provost）は、イギリス、スコットランドの主要都市エディンバラ、グラスゴー、ダンディー、アバディーンの市長を指す。地方自治体首長、ロード・レフテナント（州代表者）の一人でもある。これら4都市はいずれも、現在では単独でカウンシル・エリアを構成する。それ以外の街など（カウンシル・エリアに属する自治体）では、単にプロヴォスト（provost）、もしくはコンヴェナー（convenor：村長、町長）が使われる。
イギリスのスコットランド以外の地域では、ロード・メイヤー（lord mayor）が使われる。例えば、ロンドン市長は Lord Mayor of London である。ロード・プロヴォストはロード・メイヤーより高い地位を持っている。エディンバラとグラスゴーのロード・プロヴォストは、名前の前に名誉称号 "The Right Honourable"（オナラブル）を付けることが許されている。大臣の提言で国王大権の下、君主によって称号を名乗ることを許されている。

## プロヴォスト
世俗の称号として、古くはラテン語の praepositus （意味は監督、「前面に配置」という意味の praeponere からきている）、ローマ帝国後期は praepositus sacri cubiculi 、フランク王国のカロリング朝時代には praepositus palatii の記載が見られる。この称号はスコットランドで勅許自治都市（ロイヤル・バラ）が作られ、市長を決めるときに、フランスで作られた prévôt という称号をスコットランド語として導入したものである。